# Rallus
Rallus is een geslacht van vogels uit de familie van de rallen (Rallidae).

## Soorten
De volgende soorten zijn bij het geslacht ingedeeld:
- Rallus aequatorialis  – Ecuadoraanse ral
- Rallus antarcticus  – Magelhaenral
- Rallus aquaticus  – Waterral
- Rallus caerulescens  – Afrikaanse waterral
- Rallus crepitans  – Klapperral
- Rallus elegans  – Koningsral
- Rallus indicus  – Bruinwangral
- Rallus limicola  – Virginiaral
- Rallus longirostris  – Grijze ral
- Rallus madagascariensis  – Madagaskarwaterral
- Rallus obsoletus  – Californische ral
- Rallus semiplumbeus  – Bogotáwaterral
- Rallus tenuirostris  – Mexicaanse ral
- Rallus wetmorei  – Wetmore's ral